# ラリー・サンガー
ローレンス・マーク・サンガー（英語: Lawrence Mark Sanger、1968年7月16日 - ）は、アメリカ合衆国の哲学者。専門家が参加するフリー百科事典プロジェクトCitizendium（シチズンジアム）の創始者である。
哲学者としては認識論（epistemology, theory of knowledge）に関心をもつ。
多くのオンライン百科事典のプロジェクトに関わっており、Nupediaの編集主幹およびチーフ・オーガナイザーを務め（2001年 - 2002年）、その後身ウィキペディアの共同設立者でもあった。Nupediaでは記事の編集プロセスのとりまとめをおこない、ウィキペディアの初期にはコミュニティ・リーダーとして基本的な運営方針の大部分を形にした。こうした活動と平行してオハイオ州立大学で哲学の教壇に立ち、また専門家の執筆・編集によるEncyclopedia of Earthの初期構想にも参加した。
2006年9月15日にウィキペディアのフォークとしてCitizendiumの構想を発表し、現在編集主幹を務めている。プロジェクトは2007年3月25日にサービスを開始した。

## 教育とこれまでの経歴
ワシントン州ベルヴュー生まれ。
7歳のときに一家がアラスカ州アンカレッジに移ったためサンガーは初等教育のほとんどをそこで受け、優秀な生徒として知られることになった。少年時代から哲学に関心をもち、高校生時代に「哲学でいったい何をやるのか」と聞かれたサンガーは「たとえばみんなの考え方をかえること」と答えたという。1986年に高校を卒業し、リード大学の哲学専攻へ進む。大学時代には悟性（understanding）や認識の起源（sources of knowledge）について研究し、またインターネットとその情報発信能力に関心をもった。後年にwikiをオンライン百科事典として使うことの有益性に思い至ったのは、こうした関心が反映されている。
インターネットを用いた最初の試みはリストサーバ（listserver, メーリングリストを発行する技術のひとつ）を用いて学生と講師が交流できる場をつくるもので、「専門性の高い指導」を可能にし、「チュートリアルおよびその方法論を討議し、ボランタリーで自由な講師と学生が従来の大学機関を介さずに互いを見つけ出し、そのことのメリットと可能性を追求するためのインターネット上のフォーラムとして機能する」ことを試みるものだった。サンガーは哲学をディスカッションするメーリング・リストを作り、調停役として参加した。その「体系的哲学協会」（Association for Systematic Philosophy）は会報も刊行した。1994年3月22日付の投稿では、サンガーはマニフェストを起草している：
| 「 | これまで哲学の歴史は不和と混乱に満ちていた。この事態に対して、哲学の真実が知りうるか否か、あるいはそうした真実が存在するかどうかを疑う哲学者がいる。しかし、また別の反応もできるだろう。つまり、個々人の知的先達よりもさらに注意深く、入念な思考を始めることができるかもしれないのだ。 | 」 |

サンガーは1991年にリード・カレッジで哲学の学士を、2000年にオハイオ州立大学で哲学のPh.D.を取得した。学士論文は『デカルトの方法論とその理論的背景』（"Descartes' methods and their theoretical background"）と題されたもので、博士論文は『認識論的循環：メタ正当化問題についての試論』（"Epistemic Circularity: An Essay on the Problem of Meta-Justification"）である。
1998年から2000年にかけては「サンガーのY2Kニュース・レヴュー」（Sanger's Review of Y2K News Report, 以前はsangersreviw.comに設置されていた）というウェブサイトを運営している。これはいわゆる2000年問題に関心をもつ者のためのリソースサイトであった。
2007年から、サンガーはオンライン教育の可能性を検討し始めている。「一方的な伝達行為ではなく、脱中心的で、自己決定的で、非同時的で、完全にデジタルで、遠隔的にオーガナイズされる教育について考えてみた」と述べ、「いくつかの基本的なルールの他には強制力をもつ官僚的機構がなく、意思決定は完全に教師と学生の手によって行われるものになるだろう」と語っている。
『ミネソタ・デイリー』紙のインタビューで「アカデミックな世界にCitizendiumが寄与できると考えていますか」と問われ、「もちろんです。これは教師たちが学生に積極的に利用を勧め、学生がそこから信頼できる情報を得られるものになりうると考えています。多くの学生が何かについて調べる手がかりとしてWikipediaを使っていることは知っています。手がかりにすることは問題ないですし、実際にその用途では非常によくできたリソースになっていると思いますが、Citizendiumの査読を経た記事はWikipediaに載っている記事よりもいっそう信頼性の高いものになるとなるでしょう」と応えている。

## オンライン百科事典

### NupediaとWikipedia
Nupediaはウェブ・ベースの百科事典で、専門家によって執筆された記事をフリーなコンテンツとして提供するものだった。ジミー・ウェールズによって設立され、ドット・コム企業Bomisの賛助を得た。編集主幹として雇用されたサンガーは、他の編集者を募り、記事のレビューのプロセスを考案した。Nupediaの遅々とした進行に疑問を抱いたサンガーは、2001年1月にウィキを用いて執筆編集作業を効率化することを提案する。この提案を形にしたものが2001年1月15日に公式発足した英語版ウィキペディア（以下、単に「ウィキペディア」）である。
サンガーはNupediaの活動の中心的存在であったため、ウィキペディア立ち上げの際には先頭にたってプロジェクトを進行し、名付け親となり、基本的な方針の大部分の構想を行った。この中には「あらゆるルールを無視せよ」および「中立的観点」というポリシーも含まれている。サンガーは2001年1月15日から2002年3月1日までの期間、ウィキペディアで唯一の報酬を受け取る編集者だった。2002年2月にBomis社がサンガーの給与支払いを停止するまでNupediaとウィキペディア双方で働くとともに宣伝活動も行い、3月1日にNupediaの編集主幹およびウィキペディアのチーフ・オーガナイザーの職を辞した。サンガーは両プロジェクトでボランティアとして参加することをやめた理由として、パートタイムのボランティアでは満足に参加することができないからだと語っている。 Nupediaはその翌年閉鎖した。
2004年12月、サンガーはウェブサイトKuro5hinにおいて、「プロジェクト内部に社会的・政治的に有害な雰囲気が存在」しており、そのことも彼の離脱の原因となっていると述べた批判記事を発表した。「ウィキペディアのメリットは十分に評価する」として「その使命と基本的なポリシー」はよく理解しており支持する、としながらも、このプロジェクトには深刻な問題があると述べている。彼によれば、このプロジェクトは信頼性において一般的な認知がなく、「問題のある人々、荒らし行為をする人々、そしてその機会を与える人々」に檜舞台を提供するものになっている。こうした問題（→ウィキペディアへの批判）は、このプロジェクトの「反エリート主義、換言すれば専門的知見に敬意を払わないこと」の帰結であると述べている。この記事はブロゴスフィアにおいてさまざまな反響を呼び、ニュース・メディアでも取り上げられることとなった。

### ウィキペディアの立ち上げについて
現在、ウィキペディアの事実上のリーダーを務めているジミー・ウェールズは、2004年以来、サンガーがウィキペディアの創設に参加したことを積極的に認めない言説を行っている。サンガーは一職員であり、ウィキペディアの共同設立に関しては「当初、同僚の中で（設立を）笑い話以外のものとして考えた者は一人もいなかった」とウェールズはいう。一方、少なくとも2001年9月時点ではサンガーは共同設立人と認知されていた。
サンガーがwikiを初めて知ったのは2001年の1月2日、ウォード・カニンガム（Ward Cunningham）のwiki（Ward's Wiki）の常連だったプログラマー、ベン・コヴィッツ（Ben Kovitz）と夕食を共にした席でのことである。サンガーはwikiは有用なプラットフォームになると考え、当時Bomis社の代表だったウェールズにこのアイデアを伝えることにした。サンガーはウェールズにwikiのコンセプトを説明してこれをNupediaに応用することを提案し、ウェールズは当初疑問をもっていたが結局同意して実行に移すことにした。wikiのアイデアを提示した後、サンガーは正式に「wikiをつくろう」（"Let's make wiki"）というNupediaのfeederプロジェクトを立ちあげ、Ward's Wiki上に「WikiPedia」という新規ページを作成した。
ウェールズは「非専門家」が参加できる百科事典の基本的なアイデアをNupediaに由来するものであるとしている。ウェールズは以前、2001年10月の時点で「ラリーがウィキを使うアイデアをもってきた」と述べていたにもかかわらず、最近ではウィキのコンセプトを最初に知ったのはジェレミー・ローゼンフェルド（Jeremy Rosenfeld）からであると述べることがある。
実際のところは、「最初はほんとうに馬鹿げたプロジェクトだったものに、"Wikipedia"なんていうこれまた馬鹿げた名前を持ち出した」のはサンガーである。サンガーは、ウィキペディアにおける自分の役割についてのウェールズの見解に応える形で、自分のウェブページに多くのページへのリンクを投稿し、それらのページはサンガーが設立人のひとりであることをほぼ疑いなく示すものであると受け取られた。たとえば、サンガーは自分が設立に参加したことを示す証拠として、ウィキペディアの初期バージョンのページを挙げている。また、2002年から2004年にかけてのウィキペディアのプレス・リリースを引用し、初期に報道メディアに出た記事はウェールズとサンガーが共同設立者である報じていると述べている。さらに、サンガーはNupediaの伸び悩みを解決するアイデアとしてウィキに基づく百科事典のアイデアを構想したのは自分であり、最初期にコミュニティの先頭にたって方向付けを行ったと回想している。
サンガーがプロジェクトに関わっていた当時は、彼は共同設立者として認識されており、疑義を呈されることはなかった。また、サンガーはメディアにおいても共同設立者のひとりとして広く認識されていた。
そして、ウィキペディアはNupediaから思いがけなく派生したプロジェクトであり、本来は編集者側のレビューの前の段階での共同執筆を可能にするためのものだったのである。

## Wikipedia以後
サンガーは哲学の教授としてオハイオ州立大学の講師職に就き、2005年6月まで教壇に立った。専門は認識論で、とりわけ初期近代の哲学および倫理学を扱った。余暇にはオハイオ州コロンバスやデイトンでフィドルを用いたアイルランドの伝統音楽の演奏や指導を行っている。また、伝統的なフィドルについてのウェブサイトも運営している。
2005年12月、ディジタル・ユニヴァース財団（Digital Univers Foundation）はサンガーが「分散コンテンツプログラム」（Distributed Content Programs）のディレクターとして雇用されていると発表した。その後、2006年初頭に立ち上がったDigital Universe Encyclopediaのウェブ・プロジェクトの中心的なまとめ役となる。Digital Universe Encyclopediaは、項目執筆およびユーザーの投稿記事の正確さをチェックする専門家を雇用する予定であり、この企画の最初のステップが、地球についての電子レファレンスであるEncyclopedia of Earthであった。
2006年4月、サンガーは「テキストとコラボラーション：テキスト・アウトライン・プロジェクトのための私的マニフェスト」（"Text and Collaboration: A personal manifesto for the Text Outline Project"）を発表。これは彼が「強いコラボレーション」（各人がそれぞれの関心領域に参画し、だれもコントロールを要求しないもの）とよぶものの重要性と、この「強いコラボレーション」がWikipediaの無政府的な基本ルールよりも有効なものになりうる可能性、さらに〈世界の本〉（The Book of the World）をつくりあげるためにテキスト・アウトライン・プロジェクトを新規に立ち上げることを述べたものである。このテキスト・アウトライン・プロジェクトは、歴史上の哲学者の思索を内容と時代で整理して概要を示し、それらの間に生じた議論のアウトラインをとりまとめるプロジェクトである。
2006年9月の「オズの魔法使い」カンファレンス（Wizards of OS=Wizards of Operating Systems conference）で、サンガーはウィキペディアのフォークであるCitizendium構想を発表した。このフォークの主眼は、ウィキペディアシステムで明らかになった多くの欠陥を改善することである。主要な違いは匿名編集がなくなって執筆者および編集者が本名を示す必要がある点、編集者ヒエラルキーの排除、そして「真の百科事典」を指向することである。これ以外のウィキペディアとの違いについてはCitizendiumウェブサイトのFAQで解説されている。最初は英語版ウィキペディアをベースにした完全なフォークとして立ち上げることが計画されていたが、2007年3月の一般公開に先立ってCitizendium参加者によって書かれた記事に重点をおくように方針が変更された。
サンガーは2006年9月27日、「Citizendium財団を完全に独立なものとして設立するため」にディジタル・ユニヴァースから一旦身を退くことを明らかにした。Citizendiumコミュニティは節度があり、友好的であると評価されている。

### Citizendium公開
2007年3月25日、英語のwikiベース・フリー百科事典として開発されてきたCitizendiumはパイロット・フェイズを終え、一般公開されて随時更新されるベータ段階に移った。公開と同時にAP通信の特集記事が広く配信され、『USAトゥデイ』紙では「よりよいWikipediaをめざすCitizendium」と題された記事となった。
ウィキペディアにおける自分の役割をイギリスの絶対君主になぞらえたウェールズとは異なり、サンガーは自身がCitizendiumの代表になることは将来もないであろうと語り、2年から3年の間にリーダー・チームから退く予定であることをすでに公表している 。
Citizendiumの公開から2週間後、サンガーはウィキペディアが「もはや修復不可能なほどに破壊されている」と述べ、「運営における深刻な問題から、しばしば機能不全に陥るコミュニティ、信頼性を欠くコンテンツの散在、そして一連のスキャンダルに至るまで」問題が山積していると指摘した。Citizendiumは専門家によって監督される査読の形式を有するのが特徴である。サンガーは次のように述べている：
| 「 | Wikipediaの参加者が成し遂げたことは世界を驚愕させたが、ウィキペディアが集約するアマチュア性や執筆者の匿名性は、一部の人間にしか適したものではない。専門性の高い知識をもつ者の中にはウィキペディアのアイデア自体に反対し、それにまったく関わろうとしない者が多い。我々はWikipediaを、ハッカー文化におけるオープン・ソースの考え方を応用したひとつの試作品と見なすことができるだろう。プログラムコードではなく、コンテンツに応用したというわけである。私が述べたいのは、これはレファレンスや学問あるいは教育のためのコンテンツに応用するための十分なモデルではなく、まさしく初期段階の試作品に過ぎないということだ。Wikipediaがインターネットに蔓延する匿名文化に染まる隣で、Citizendiumは実世界の、個人の責任という文化を共有するものとなるだろう。 | 」 |

サンガーは信頼に足るオンライン百科事典を創ることについて、「より信頼性がある（オンライン）百科事典が求められている。もし我々がそれを創ることができるならば、そして特にウィキペディアではないシステムを用いることができるならば、それを実行するのは我々の使命である」と述べている。
Citizendiumの編集主幹として、サンガーは2007年10月下旬、Citizendiumがプライヴェート段階の開始からちょうど1年を迎えることを発表した。2006年10月30日がその開始の日付であった。サンガーによれば、Citizendiumの読者はまだこのプロジェクト・モデルの可能性を知り始めたに過ぎない：
| 「 | 素朴な言い方をすれば、我々は新しくてより有効なwikiの利用法、オンラインのナレッジ・ベースを構築するダイナミックで面白い方法を開拓したということだ。Citizendiumは日々、集合的インターネットの次の進化段階を明らかにしつつある。 …このプロジェクトの基盤はゆるぎなく、意欲的でたゆまない努力によってさらに確固としたものへと成長している。時間と参加者を十分に投じれば、驚異的な成果がもたらされることは確実である。その可能性の大きさはもちろんだが、それが我々の到達範囲にあるということもそれに劣らず素晴らしい。…私は、もし我々が目眩がするほど人類に貢献する何かをつくるためのチャンスがあるならば、それを実行するのが我々の義務であると信じている。 | 」 |

### Citizendiumとウィキペディア
過去の百科事典プロジェクトの経験をもとに、サンガーは学問的で信頼性のあるオンライン百科事典をつくるためのプロジェクトとしてCitizendiumを立ち上げた。CNET Newsのインタビューで、サンガーはウィキペディアに代わるプロジェクトを始めた理由を語っている：
| 「 | 私は、別のウィキが絶対に必要だと思います。なによりもまず、残念ながらウィキペディアは信用するに足らない。よく言われるように、何かに手をつける際の手がかりとしてはいいのですが、これは我々が真に求めている、信頼性のある情報源の機能ではありません。正直に言って、私はウィキペディアのコミュニティは、それが信頼に足る存在になるために必要な変化をする準備があるとは思いません。 | 」 |

いずれもウィキを用いるという類似点はあるが、Citizendiumは以下の3点でウィキペディアと明瞭に異なる：
- 参加する者は本名で登録することが求められる[89][90]。ウィキペディアの特徴はそのほとんどが匿名の執筆編集から形成されるということである[91][92][93]。
- 専門家がCitizendiumの該当分野を監督することで、安定した信頼に足る記事を掲載することを可能にする[94]。他方ウィキペディアは真実ではなく合意を求める[95][96][97]。
- Citizendiumは野蛮な振る舞い、荒らし、妨害に寛容ではない[89][98]。他方ウィキペディアは初心者を歓迎し、常に意見が分裂する傾向にある[99][100][101]。

## 著述業績の一部
以下はサンガーの学術的な業績、論文、発表の一部である：
学術業績
- Descartes' methods and their theoretical background - 学士論文
- Epistemic Circularity: An Essay on the Problem of Meta-Justification - 博士論文

論文・エッセイ
- Who Says We Know: On The New Politics of Knowledge. Edge Foundation - Edge Reality Club, April 2007.
- Education 2.0. The Focus Online, June 2007.
- Why the Citizendium Will (Probably) Succeed. Citizendium, March 2007.
- Toward a New Compendium of Knowledge. Citizendium, September 2006.
- Humanity's Coming Enlightenment. Edge Foundation - World Question Center, 2007.
- The Future of Free Information. The Digital Universe Journal, 2006.

発表
- What Strong Collaboration Means for Scholarly Publishing. Keynote at the Annual Meeting of Society for Scholarly Publishing, San Francisco, CA, June 7, 2007.
- How to Think about Strong Collaboration among Professionals. Keynote at the Handelsblatt IT Congress, Bonn, Germany, January 30, 2007.
- Why Make Room for Experts in Web 2.0?. Opening keynote at the SDForum, The Business of New Media, Santa Clara, CA, October 25, 2006.

## 関係のあるオンライン百科事典プロジェクト
- Citizendium
- Nupedia
- ウィキペディア

### 百科事典関連
- User:Larry Sanger - サンガーの英語版ウィキペディアに関する見解。
- User:Larry Sanger/Origins of Wikipedia - ウィキペディアの黎明期に関する文章。
- User:Larry Sanger - Meta-Wikimedia - 「可能性が過去のものとなった」と述べている文章
- Why Wikipedia Must Jettison Its Anti-Elitism || kuro5hin.org - ウィキペディアを離れることになった直接的な原因を述べている。
- The Early History of Nupedia and Wikipedia: A Memoir - Slashdot,Part II - 自由な百科事典を創る活動を1999年のJimmyとの出会いから語り、総括したもの。
- WikipediaとCitizentium構想についてのインタビュー・ヴィデオ - 独語のイントロダクションおよび独字幕を除きほぼ英語
- 『ウィキペディア』創設者に非難の声――経歴の変更問題で - WIRED.jp